# Gioseffo Catrufo
Gioseffo Catrufo (né le 19 avril 1771 à Naples et mort le 19 août 1851  à Londres) est un chanteur, compositeur et pédagogue musical italien.

## Biographie
Admis au conservatoire de la Pietà dei Turchini en 1783, Gioseffo Catrufo écrit ses deux premiers opéras en 1791. Au début de la guerre, après le soulèvement de Naples, il entre dans l'armée française (où il écrira cependant un opéra en 1799) ; il quitte l'armée en 1804 et  continue à Gênes sa carrière de compositeur pour les églises et les théâtres. Il s'installe ensuite à Paris en 1810,  puis à Londres en 1835,  où il travaille entre autres en tant que professeur de musique et chef de chant.
Il a écrit un certain nombre d'opéras-comiques et de la musique d'église.

## Œuvres
- (it) Inni e salmi in uso nella chiesa, 1842.
- (de) Der Diener aller Welt.
- Félicie ou La jeune fille romanesque, Paris, 1815
- La Bataille de Denain
- Une matinée de Frontin

Ouvrages d'enseignement
- (en) A new method of singing, upon a entirely new system.
- Barème musical, ou l'art de composer la musique sans en connaitre les principes, 1811.
- Des voix et des instruments à cordes, à vent et à percussion.

## Source de traduction
- (de) Cet article est partiellement ou en totalité issu de l’article de Wikipédia en allemand intitulé « Gioseffo Catrufo » (voir la liste des auteurs).